# 芹明香
芹 明香（せり めいか、1954年（昭和29年）1月14日 - ）は、日本の女優。本名：高橋敦子。島根県出雲市出身。身長160cm。B83cm、W58cm、H86cm（1973年12月）。

## 略歴
出雲市内で紳士服などを取り扱う商家の家に7人兄弟の6番目の子として生まれる。兄弟はうち3人が早世し、4人兄弟で育つ。こどもの頃から医師になりたいと希望があり、国立大学を目指すガリ勉中学生だった。受験勉強中の1969年1月19日、東大安田講堂が崩れ落ちるニュース映像を観て大きなショックを受ける。島根県の進学校島根県立出雲高等学校に入学はしたが、落ちこぼれて、島根大学の全共闘を支援し始めた。売春事件に関与し、出雲高校を二年で退学後、15歳で大阪に。大阪府立天王寺高等学校の定時制二年次に編入し数か月だけ通った。
1971年上京し、東京都町田市の精肉店に住み込みで働き、以降、会社勤務、ホステス、ヌードモデル、ストリッパーなど多くの職歴を経た後、ヌード・モデル時代の写真を見た荒木一郎にスカウトされた。芹明香と命名したのも荒木で、スカウトしたのも、マネージャーが「どうしようもないブス」と紹介したからだという。荒木一郎は当時、東映に頼まれ、現代企画という芸能事務所を運営しており、池玲子、杉本美樹、潤ますみらが所属していた。
芹は1973年（昭和48年）、東映映画『やさぐれ姐御伝 総括リンチ』でデビューした。1974年には『青春の蹉跌』に印象的な役柄で出演。同じく74年の日活映画『（秘）色情めす市場』（田中登監督）は、大阪の飛田界隈に生きる娼婦の姿を描き、キネマ旬報などで高い評価を受けた。別に美人でグラマーというわけではないが、ドヤ街の娼婦役をやらせれば"天下一品"とも評された。
稼ぎは全て暴力団風のヒモに吸い上げられていたとされ、馴染みの役者から覚醒剤を教えてもらい常習犯となり、1977年に一回目の逮捕の際は、東京地裁から温情判決を受けたが、1979年に三度目の麻薬不法所持の容疑で御用となった。
テレビドラマ『夜明けの刑事』でも後ろ姿のヌード姿で登場した。ドラマでは他に『前略おふくろ様』に準レギュラー出演している。映画では神代辰巳監督の作品に多く出演した。また、大島渚監督の『愛のコリーダ』にも脇役で出演している。1983年、神代辰巳監督に誘われ映画『もどり川』に出演した。

## 評価
2010年代以降はたびたび芹明香出演映画の特集が、東京の名画座・小映画館で組まれている。2014年4月から7月にかけては東京杉並・ラピュタ阿佐ケ谷にてわたしたちの芹明香という出演映画の上映特集で、出演作品11本を上映。
2016年10月には、シネマヴェーラ渋谷で芹明香は芹明香である！
という出演映画の上映特集が組まれ、久々に公の場に表われた。2018年5月には東京池袋の新文芸坐で上映特集のプログラムが組まれた。
女優の橋本愛は新橋の名画座に通いロマンポルノやピンク映画を見ていた時期、好きな女優として宮下順子とともに芹明香の名前を挙げている
。

## 出演

### 映画

#### 一般映画
- 直撃! 地獄拳（1974年、東映）親分の情婦
- 青春の蹉跌（1974年、東京映画=渡辺企画）[12]　シンナーの少女
- 宵待草 (1974年、日活)　お新
- 仁義の墓場（1975年、東映）　ドヤの女
- 若い貴族たち 13階段のマキ (1975年、東映東京)　櫛巻お京
- 喜劇 特出しヒモ天国 (1975年、東映京都)　ヨーコ
- 資金源強奪 (1975年)　みちる
- トラック野郎・御意見無用（1975年、東映）リリィ
- 動脈列島 (1975年、東京映画、東宝)　新幹線の女客
- 祭りの準備（1975年、綜映社＝映画同人社＝ATG）娼婦ミユキ
- 櫛の火 (1975年、東京映画、東宝)　看護婦
- 爆発! 暴走遊戯 (1976年)　容子
- もどり川（1983年、東宝東和）娼婦
- 連続殺人鬼 冷血（1984年）増山夏子
- 時計 Adieu l'Hiver（1986年）付き添いの母親
- 極道の妻たち（1986年、東映）早崎久美
- 離婚しない女 (1986年)　女予報官
- 噛む女 (1988年)　追われる女
- 誘惑者（1989年）久保
- 社葬（1989年、東映）女性化粧師
- 陽炎（1991年、バンダイ＝松竹）
- 四万十川（1991年、ヘラルド・エース＝日本ヘラルド映画）邦子
- 無能の人（1991年）友情出演
- 夢二（1991年）銭湯の女将
- 三月のライオン (1992年、アップリンク)　アパートの主婦
- 渇きの街（1997年、ケイエスエス、テレビ東京）年子

#### 成人映画
- やさぐれ姐御伝 総括リンチ（1973年、東映）ユミ
- 狂棲時代（1973年、日活）小関島子
- 恐怖女子高校 不良悶絶グループ（1973年、東映）波多野光子
- 番格女子高校生のSEXと暴力の実態（1973年、日活）あん子
- （秘）極楽紅弁天（1973年、日活）やらせのお品
- 四畳半襖の裏張り（1973年、日活）花丸
  - 四畳半襖の裏張り しのび肌（1974年、日活）小ふく
- （秘）色情めす市場[7]（1974年、日活）トメ
- 赤線玉の井 ぬけられます（1974年、日活）公子
- 濡れた欲情 特出し21人 (1974年、日活) メイ子
- 白い娼婦 花芯のたかまり (1974年、日活)　はるみ
- 実録桐かおる にっぽん一のレズビアン（1974年、日活）ミチ
- 男女性事学 個人授業 (1974年、日活）坂田スミエ
- 赤線最後の日 昭和33年3月31日 (1974年、日活）ヨー子
- 赤線本牧 チャブヤの女（1975年、日活）江島照子
- 黒薔薇昇天（1975年、日活）　メイ子
- 下刈り半次郎（秘）観音をさがせ（1975年、東映）お時
- 発禁 肉蒲団（1975年、日活）加代（お女中）
- 濡れた欲情・ひらけ!チューリップ（1975年、日活）牧子（パチンコ店店員）
- 新・団地妻 売春グループ13号館 (1975年、日活)　佐知子
- 実録おんな鑑別所 性地獄 (1975年、日活)
- 札幌・横浜・名古屋・雄琴・博多 トルコ渡り鳥(1975年、東映)　主演・三浦ひろみ
- 団地妻 肉体金融（1976年、日活）久保胱子
- わたしのSEX白書 絶頂度（1976年）リリー（ストリッパー）
- 愛のコリーダ（1976年、大島渚プロ=アルゴス・フィルム）「吉田屋」の女中 松子
- 姉妹を犯す（1977年、新東宝）家庭教師
- 猟奇責め化粧（1977年、東映セントラル）

### テレビ
- ちょっとしあわせ（1974年、NET）久子
- 夜明けの刑事 （1975年、TBS）
- 新宿警察 （1975年、フジテレビ、東映）11話ゲスト
- 必殺必中仕事屋稼業（1975年、ABC） - おまき
- ふりむくな鶴吉 第28話（1975年、NHK）
- Gメン'75 第21話（1975年、TBS）
- 前略おふくろ様（1975年、NTV） - 川辺美那子
- 大都会 闘いの日々 第10話（1976年、NTV）
- 昨日、悲別で 第4話（1984年、NTV） - リリー松原（ストリッパー）
- 前略・ミルクハウス（1987年、フジテレビ系列）吉川舞子
- 華麗なる追跡 THE CHASER（1988年、NTV）
- 赤の追走（1988年、フジテレビ）
- 変装・自分の未来を愛した女（1988年、フジテレビ）
- 旅の終わりに（1989年、NTV）
- 火曜サスペンス劇場 殺意の団欒（1990年、NTV）
- 京都・女性記者シリーズ　第3作「京都物集女（もずめ）殺人街道 」（1990年）市村光江（バーのホステス・浅井の同棲相手）
- 優しい関係（1990年、CBC）
- 魅惑されて（1990年、KTV）
- 見えない窓（1990年、KTV）
- 過去から来た女（1991年、CBC）[13]
- 乗り合わせた客（1991年、KTV）[14]
- デパート！夏物語（1991年、TBS）
- トリカブト殺人事件 疑惑の女（1992年、TBS）[15]
- 六月の花嫁シリーズ(2)神々が決めた相続人（1992年、NTV）[16]
- ラスト・フレンド（1993年、THK）
- 心に秘めた幻の蝶（1994年、CTV）[17]
- 暴力教師　君に伝えたいこと（1995年、NHK)
- 寺子屋ゆめ指南　第6話（1997年、NHK)
- 水の中の八月（1998年、NHK BS2）明子
- 深く潜れ〜八犬伝2001〜（DIVE DEEPLY）（2000年、NHK BS2）

### オリジナルビデオ
- 狙撃 THE SHOOTIST（1989年、東映Vシネマ）
- 夜のストレンジャー 恐怖 (1991年、東映Vシネマ)
- 女子高生コンクリート詰め殺人事件 -壊れたセブンティーンたち（1995年、日本ビデオ販売）少年Cの母
- オールナイトロング3 最終章 (1996年)　ラブホの女性清掃員
- 放課後日誌 仔猫契約 (1996年)
- 女教師6(1998年)

### 舞台
- 竹中直人の会 第二回公演 「鉢植を持つ男」（1991年）

## 週刊誌
- 週刊ポストで、羽仁五郎撮影のヌード写真と、羽仁とのCMNF状態でのツーショット写真が掲載された。アサヒ芸能1974年10月7日号では対談。
- この他、以下の雑誌掲載がある、
  - 勇み肌、東映ポルノ三人姿 愛田純・芹明香・叶優子/井口孝一（映画情報. 38(8)(252);8月号  (国際情報社, 1973年8月号)
  - ポルノ女優のざ"おんな開眠"告白記"安保"の挫折感がわたしに"SEX公示"宣言させたの / 芹明香（週刊ポスト. 5(53)(226)  小学館, 1973年12月号)
  - アングル'76 新すたあ論(5)芹明香 / 斎藤正治（キネマ旬報. (689)(1503)  (キネマ旬報社, 1976年8月号)
  - 芹明香､滝川真子､小川美那子が告白する秘話座談会（週刊宝石. 8(24)(324)  光文社, 1988年7月号)
  - 白川和子、谷ナオミ、芹明香、小林ひとみ、桂木麻也子--青春の思い出｢ロマンポルノ｣あのいい女13人は今（週刊現代. 32(33)(1607)　講談社, 1990年8月号)
  - 特集 三浦朗追悼 さようなら、三浦さん（映画芸術. 40(2)(361)  (編集プロダクション映芸, 1991年4月号)
  - ついに開封! 噂のフィルム入手!-青春ロマン女優9人｢撮られていたヘア･ヌード｣ （週刊現代. 42(2)(2065) 講談社, 2000年1月号)
  - 日活百周年 わが青春のロマンポルノ女優 : 白川和子、谷ナオミ、宮下順子、芹明香……（週刊文春 54(26), 146-151, 2012年7月12日号）

## 参考資料
- 女優芹明香伝説（芹明香 (著), 鈴村たけし (編集), 鵜飼邦彦 (編集) ワイズ出版, 2018 ISBN 978-4898303160
- 蘇る!日活ロマンポルノ―1971～1988全作品アーカイブス (Town Mook、徳間書店、2016。ISBN 978-4197104765）
- ロマンポルノ・ロマン（河合 孝雄　竹書房、1994、ISBN 978-4884759179）
- にっかつロマン・ポルノ―あのシーンをもう一度（近代映画社版、1994。ISBN 978-4764817388）
- 朝日ジャーナル - 第 33 巻、第 20～31 号
- 斎藤正治（1984年）エロスで撃つ （現代書館）
- 伊藤裕作（2008）娼婦学ノート: 戦後物語られた遊女たちの真相（データハウス刊）
- ｢ヒロインズ｣(6)芹明香 / 大島敏宏（創. 5(6) 創出版, 1975年6月号)
- 愛の寓話: “日活ロマン”、映画と時代を拓いた恋人たち（内田達夫　Pause編集部、東京学参, 2006）
- 白鳥あかね（2014年）スクリプターはストリッパーではありません（国書刊行会,刊）
- 鹿島茂（2013年）昭和怪優伝―帰ってきた昭和脇役名画館（中公文庫）「パラドキシカルなエロスの女神　芹明香」の章
- 阿部嘉昭（2004年）68年の女を探して ― 私設・日本映画の60年代（論創社）
- 磯田勉（2008年）日本映画名作完全ガイド: 昭和のアウトロー編ベスト400 1960‐1980（ウルトラヴァイヴ刊）
- 高崎 俊夫（2018）えんぴつ無頼映画控(第24回)『女優芹明香伝説』を読む（出版人・広告人 6(6), 88-91, ）
- 映画監督田中登の世界（ウルトラ・ヴァイヴ, 2007）
- 杉作 J太郎・植地毅（2018年）東映実録バイオレンス浪漫アルバム（徳間書店刊）